# 食品の自主規制
食品の自主規制（しょくひんのじしゅきせい）とは、農林水産物の生産者、食品の加工業者などが自主的に行う制限のこと。特徴として工業製品やサービス分野の自主規制とは異なり、生産者自ら積極的に規制するものは少なく、国や地方自治体の研究機関があらかじめ基準値を設定し、調査に基づく勧告を受け実施に至る例が多い。

## 魚介類
- ホタテガイなどの貝毒が国の基準値を上回ると、漁協などが出荷を自主規制を行う（3週連続で基準値を下回ると解除）。
- 水俣病が発生した際、厚生省（当時）が水俣湾の魚介類すべてが有害とする根拠がないと判断、公的規制が行えなかったことから、1956年-1964年にかけて地元漁業協同組合が漁獲の自主規制を行った。

## 米穀
- 国（農林水産省・食糧庁）は、イタイイタイ病の発生を受け、1970年よりカドミウムの含有量が1ppmを超える玄米の流通を禁止する一方、0.4ppm～1ppm未満の玄米については自主規制により食用に出荷させない措置を採った。これは、カドミウムの含有量が食品衛生上問題ない数値であっても、消費者の不安を配慮して流通させることができずに行ったものである。生産者の利害と消費者の要望を一致させるために、国が自ら法的規制ではなく自主規制を行った珍しい例である。なお2005年度以降については、（社）全国米麦改良協会が自主規制を行っている。

## 嗜好品
- ビールなど酒類の自動販売機は、未成年者への販売抑止やアルコール中毒防止などの観点から、23時～翌朝5時の間、販売を停止させるタイマーを内蔵させている。2008年以前はタバコの自動販売機も同様の規制を行っていたが、taspoの導入により解除された。

## 乳飲料
- コーヒー牛乳やフルーツ牛乳など「牛乳」の名を冠した乳飲料の品質は1960年代から問題視されており、1968年（昭和43年）には牛乳業界が牛乳表示の公正競争規約を策定。コーヒー牛乳などの乳飲料は乳脂肪分3%以上、無脂乳固形分8%以上を含むものとした[1]。さらに2000年（平成12年）雪印集団食中毒事件が発生した後には、規約を改定して生乳100%のものしか「牛乳」と表記してはならないこととした。